# 尾上定正
尾上定正（日语：／ Oue Sadamasa；1959年5月31日—）為日本奈良縣出身之航空自衛隊退役將領、軍事領域資深研究員、作家，歷任統合幕僚監部（總參謀部）發言人、航空自衛隊幹部學校校長、北部航空方面隊司令官及航空自衛隊補給本部長等職，擁有防衛大學校、哈佛大學肯尼迪政府学院及美國國防大學國家戰爭學院學位。

## 簡歷

### 軍事生涯
尾上定正為奈良縣出身，進入防衛大學校攻讀管理學，1982年3月畢業並於同年9月加入航空自衛隊，至第2航空團（聯隊）之第203飛行隊、整備補給群本部、第302飛行隊、整備補給群修理隊等單位服役。1985年8月則轉至第83航空隊第207飛行隊、整備補給群修理隊、第302飛行隊整備補給群本部服務，並派至美國擔任交換聯絡幹部。1990年3月，任職於第2補給處資材計畫部資材計畫課，繼而於1991年8月出任航空自衛隊幹部學校附員（第40期指揮幕僚課程）。1992年8月調至防衛廳（現防衛省）內部部局防衛局，兼任外務省北美局安全保障課及北美局日美安全保障條約課調遣人員。1994年8月調回航空自衛隊，於航空幕僚監部（空軍參謀部）裝備部裝備課服勤，1996年6月轉任航空中央業務隊附員，並赴甘迺迪政府學院進修，1997年取得該校公共行政碩士學位。1998年8月返日後，出任第83航空隊整備補給群本部整備主任。1999年12月起，先後擔任航空幕僚監部防衛部防衛課研究班及業務計畫班人員。
2001年6月，尾上再次擔任航空自衛隊幹部學校附員，並前赴美國國防大學戰院深造，2002年獲該院國家安全戰略碩士學位。學成返日後，陸續擔任數項管理職，先是自2002年8月起就任航空幕僚監部防衛部防衛課防衛班長，後於2004年4月擔任第8航空團基地業務群司令，2005年8月改任航空幕僚監部人事教育部人事計畫課長。2007年7月，尾上進入統合幕僚監部擔任發言人，兼防衛大臣官房附員及防衛省改革本部防衛省改革副統括官。2009年3月，就任第2航空團司令兼千歲基地司令，2010年7月出任防衛大學校防衛學教育學群長，兼該校教授及統合幕僚監部附員。2011年8月，任統合幕僚監部防衛計畫部長，2013年8月擔任航空自衛隊幹部學校校長兼目黑基地司令。2014年8月，尾上昇任北部航空方面隊司令官。2016年7月調任為航空自衛隊補給本部長，後於2017年退役。

### 退役後
2019年7月至2021年6月間，尾上定正於哈佛大學亞洲中心擔任資深研究員，其後則擔任過企業顧問和戰略研究所特別研究員。其亦在亞太倡議智庫擔任資深研究員，專司日美關係、國家安全政策、美國軍事政策、國防產業、創新科技及電腦安全等領域的研究工作。

## 著作
- 2020年：《台灣有事：日本眼中的台灣地緣重要性角色》（台湾有事と日本の安全保障：日本と台湾は運命共同体だ；中文版2022年出版），與陸上自衛隊退役陸將渡部悦和、航空自衛隊退役空將小野田治及海上自衛隊退役海將矢野一樹合著，負責第四章之撰寫[4]:21。
- 2021年：《台海有事日本對策—日本前內閣官僚、前自衛隊高階將官全面兵推》（自衛隊最高幹部が語る令和の国防；中文版2023年出版），與海上自衛隊退役幕僚長（上將）武居智久、陸上自衛隊退役幕僚長岩田清文（日语：岩田清文）、前外務省國際法局局長兼原信克（日语：兼原信克）合著[5][6][7]。